# 新營同濟宮

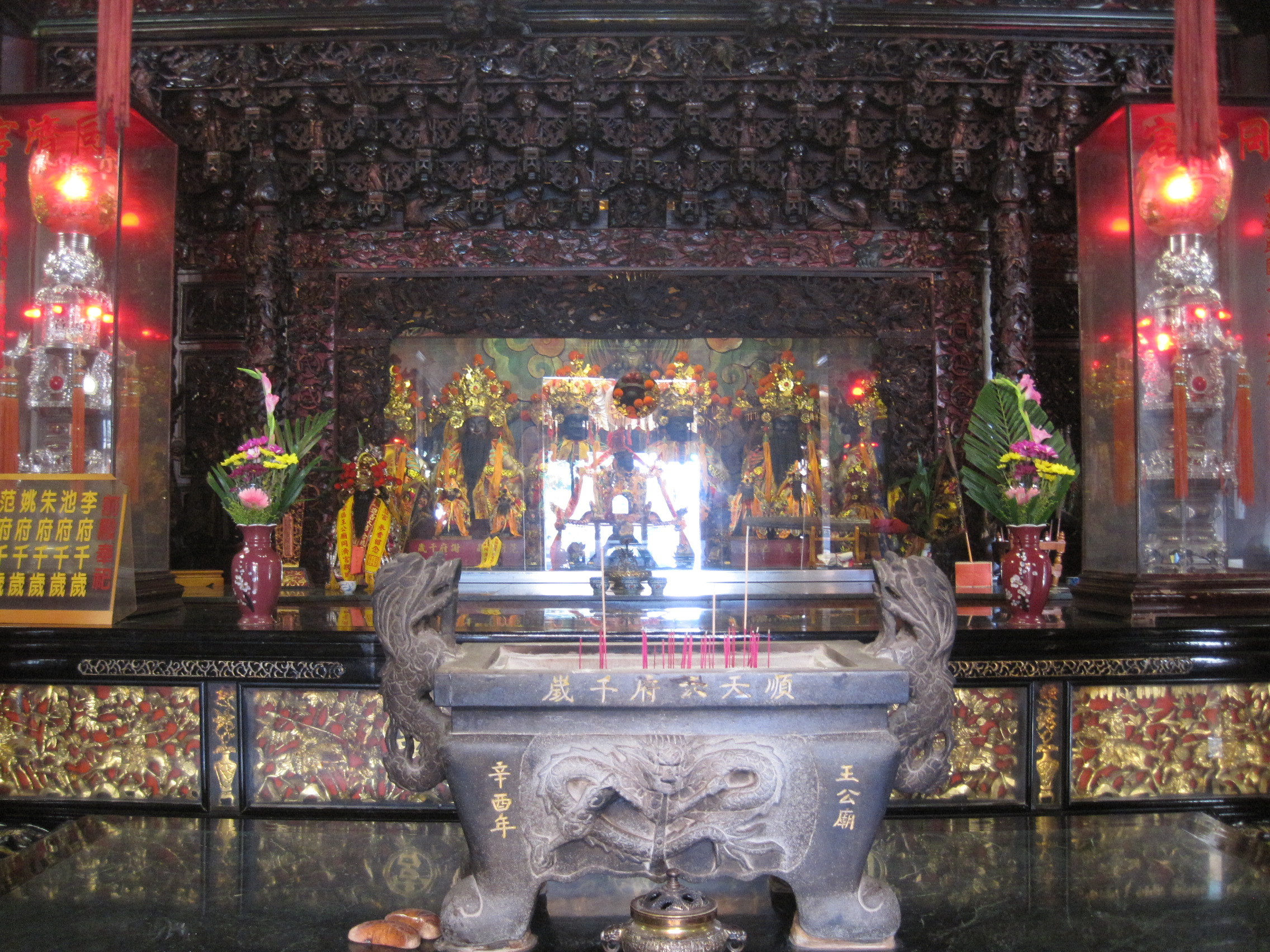
前殿

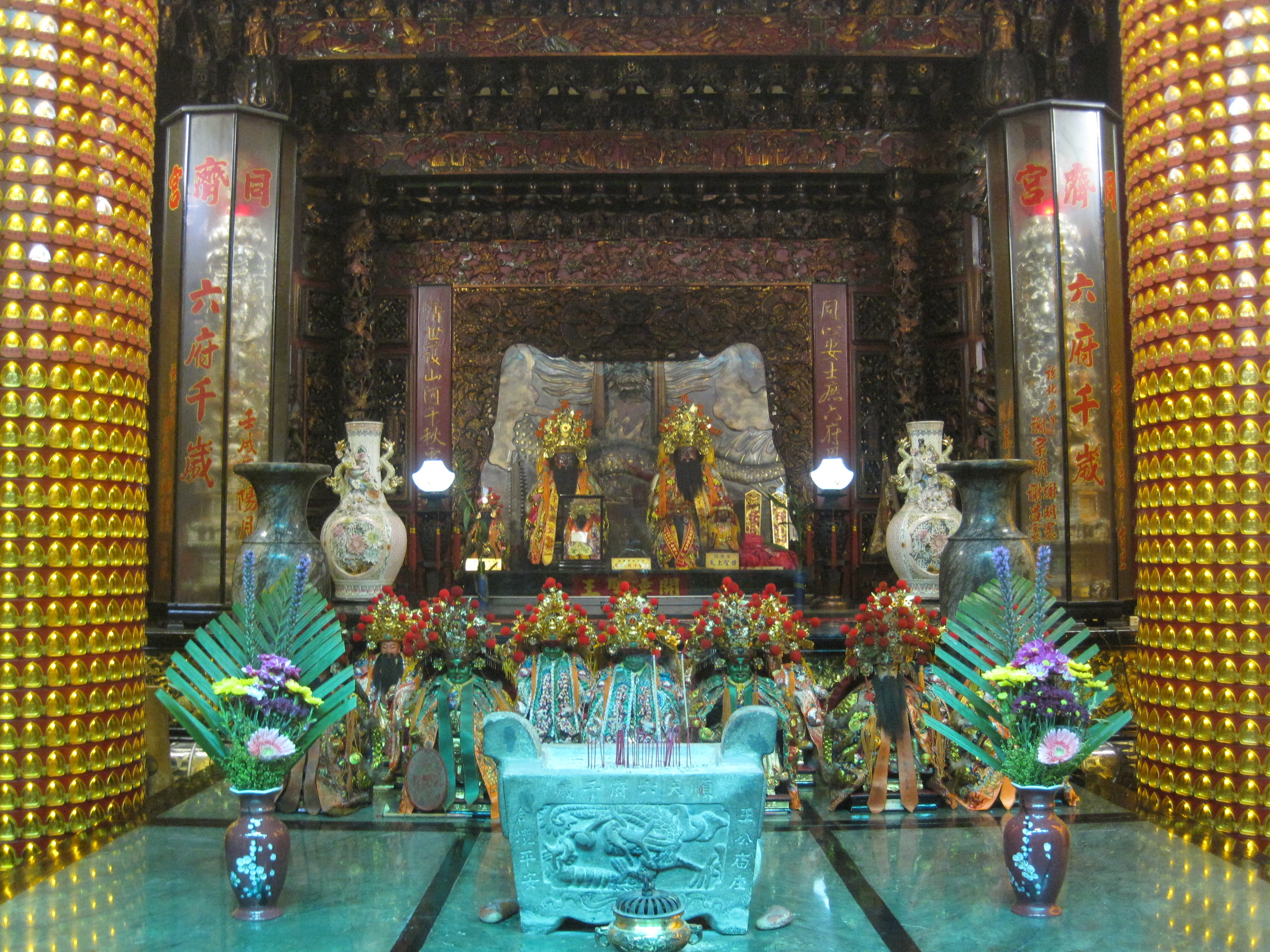
後殿

新營同濟宮位於臺灣臺南市新營區，是主祀開漳聖王、六府千歲的廟宇。該廟又稱「王公廟」，周邊一帶也以此為地名，形成「王公廟庄」，日治後期演變成「王公廟」大字，二次大戰後王公廟大字分成王公里、大宏里，2005年王公里再分出「新東里」:118。
同濟宮奉祀有六府千歲，一般王爺廟常見的五府、三府不同，為其特色之一。該廟原先並非下茄苳泰安宮的遶境範圍，但後來也參加了該廟的「茄苳媽文化節」遶境活動。

## 沿革
約在乾隆年間，有漳州人陳杉來臺，並攜帶開漳聖王神像以保海路平安:118。之後他在今王公廟一帶住下，將開漳聖王供奉在家中:118。日後因該處居民增加，開漳聖王變成大家所供奉，有王電、謝懷等人在乾隆五十八年（1793年）組成「陳聖王會」（當時約12人）。之後居民合力興建一間小廟來加以供奉:118。
而在道光年間，相傳有牧童在墓仔後溝放牧時捏了泥像，而後有異象出現，詢問神明之後才知道是有五位王爺附在五尊泥像上（李、池、朱、姚、范五府千歲），要與開漳聖王共同鎮守此地:118。於是信徒們乃雕塑金身，將王爺們合祀於廟中，廟宇也因此有了「王公廟」之稱:118。而在廟宇變得遠近馳名後，「王公廟」更成為了當地地名:118。後來廟宇又增祀了謝府千歲，王公廟因而成了供奉「六府千歲」的廟宇:119。
民國63年（1974年），信徒提議重建廟宇，最後在民國70年（1981年）落成。

## 五營
同濟宮設有內外五營，外五營只設東西南北四營，由各角頭信眾興建，因而外觀不一:119。其中東、南、北三營設有「浮字盆」，是過去大家樂時期用來求明牌的器具，現也用於樂透彩上。
同濟宮本身每月初一會辦「賞兵會」，另外會有不定期的安營儀式。不過「外五營」的祭祀跟同濟宮關係不大，各自舉行。
| 名稱 | 位置                                      | 賞兵日            | 備註                                                       |
| ---- | ----------------------------------------- | ----------------- | ---------------------------------------------------------- |
| 東營 | 民治東路、開元路103巷交會處，新東國中南側 | 八月初二          | 原址在今址的西方。採「卜爐主」方式管理。設有馬軍爺。       |
| 西營 | 中正路、民治路路口東北角                  | 二月十五          | 由附近的陳姓檳榔攤管理。                                   |
| 南營 | 民族路、綠川北街路口西北角                | 五月十七 九月廿一 | 設有委員會。設有馬草水。                                   |
| 北營 | 民族路、民族路114巷交會處                 | 四月廿六          | 原址在臺灣菸酒新營營業所。設有馬草水。東側牆邊設有石敢當。 |

## 傳說
傳說同濟宮的謝府千歲是在路經王公廟時降旨表示想與開漳聖王、五府千歲合祀，但被李府千歲以該廟已有五府千歲為由婉拒，但池府千歲跟李府千歲私下說可以向玉皇大帝奏請恩准合祀。於是謝府千歲便去晉見玉帝，並脫下披風以示尊敬。而在得旨之後，謝府千歲急忙趕回王公廟，忘了披風只穿一半。於是謝府千歲的神像是「衣衫不整」的「半甲」狀態，被稱為「流氓神」。另外在農曆四月廿六李府千歲聖誕，會舉行拜讀玉帝恩准合祀之玉旨儀式。